# Shintarō Mochizuki
Shintarō Mochizuki (jap. 望月 慎太郎 Mochizuki Shintarō; ur. 2 czerwca 2003 w Kawasaki) – japoński tenisista, zwycięzca juniorskiego Wimbledonu 2019 w grze pojedynczej.

## Kariera tenisowa
Podczas swojej kariery zwyciężył w jednym singlowym oraz jednym deblowym turnieju rangi ATP Challenger Tour. Ponadto wygrał osiem turniejów deblowych rangi ITF.
W 2019 roku zwyciężył w finale juniorskiego Wimbledonu w grze pojedynczej. W decydującym meczu pokonał Carlosa Gimeno Valero 6:3, 6:2.
W rankingu gry pojedynczej najwyżej był na 129. miejscu (6 listopada 2023), a w klasyfikacji gry podwójnej na 371. pozycji (18 października 2021).

### Zwycięstwa w turniejach ATP Challenger Tour

#### Gra pojedyncza
| Końcowy wynik | Nr | Data            | Turniej  | Nawierzchnia | Przeciwnik                 | Wynik finału |
| ------------- | -- | --------------- | -------- | ------------ | -------------------------- | ------------ |
| Zwycięzca     | 1. | 9 kwietnia 2023 | Barletta | Ceglana      | Santiago Rodríguez Taverna | 6:1, 6:4     |

#### Gra podwójna
| Końcowy wynik | Nr | Data          | Turniej  | Nawierzchnia | Partner            | Przeciwnicy                      | Wynik finału |
| ------------- | -- | ------------- | -------- | ------------ | ------------------ | -------------------------------- | ------------ |
| Zwycięzca     | 1. | 4 lutego 2023 | Teneryfa | Twarda       | Christian Harrison | Matteo Gigante Francesco Passaro | 6:4, 6:3     |

### Finały juniorskich turniejów wielkoszlemowych w grze pojedynczej (1-0)
| Końcowy wynik | Nr | Data          | Turniej           | Nawierzchnia | Przeciwnik           | Wynik finału |
| ------------- | -- | ------------- | ----------------- | ------------ | -------------------- | ------------ |
| Zwycięzca     | 1. | 14 lipca 2019 | Wimbledon, Londyn | Trawiasta    | Carlos Gimeno Valero | 6:3, 6:2     |